# Annavölgy
Annavölgy (vyslovováno [anavelď]) je vesnice v Maďarsku v župě Komárom-Esztergom, spadající pod okres Esztergom. Do roku 1997 byla součástí obce Sárisáp, poté se však stala samostatnou obcí. Nachází se asi 5 km jihovýchodně od Tátu. V roce 2015 zde žilo 927 obyvatel, z nichž jsou 82,9 % Maďaři, 1,1 % Němci, 0,9 % Romové, 0,5 % Slováci a 0,3 % Rumuni.
Sousedními vesnicemi jsou Bajót, Nagysáp, Sárisáp a Tokod, sousedním městem Tát.